# 2011—2012年南太平洋熱帶氣旋季
2011－12年南太平洋熱帶氣旋季，泛指在2011年7月至2012年6月內的任何時間，於南太平洋所產生的熱帶氣旋。大部份於南太平洋的熱帶氣旋通常都會於11月至4月期間形成。
本條目的範圍僅侷限於赤道以南，東經160度以東的南太平洋水域。在南太平洋產生的熱帶氣旋是由斐济和新西兰命名，而美国聯合颱風警報中心會把在該地區的熱帶低氣壓的編號以P字母作結。
以下各熱帶氣旋資訊以熱帶氣旋存在期間的最強形態為準。

## 熱帶氣旋
本熱帶氣旋季為有記錄以來最不活躍的熱帶氣旋季之一，並只有三個熱帶氣旋或以上級別的熱帶低氣壓在本季中形成。

## 內部連結
- 2011年大西洋颶風季
- 2011年太平洋颶風季
- 2011年北印度洋氣旋季
- 2011年太平洋颱風季
- 2011－2012年西南印度洋熱帶氣旋季
- 2012－2013年西南印度洋熱帶氣旋季
- 2012－2013年澳洲地區熱帶氣旋季
- 2012－2013年南太平洋熱帶氣旋季

## 外部連結
- World Meteorological Organization
- Fiji Meteorological Service (RSMC Nadi)
- Meteorological Service of New Zealand (TCWC Wellington)（页面存档备份，存于）
- Joint Typhoon Warning Center (JTWC)（页面存档备份，存于）